# Carlo Bascapè
Carlo Bascapè, al secolo Giovanni Francesco Bascapè (spesso citato come Bescapè o, in latino,  a Basilicapetri) (Melegnano, 25 ottobre 1550 – Novara, 6 ottobre 1615), è stato un vescovo cattolico italiano.
Fu superiore generale dei Chierici regolari di San Paolo e poi vescovo di Novara (dall'8 febbraio 1593 alla morte): mutò il suo nome di battesimo in "Carlo" quando si fece barnabita, in omaggio a san Carlo Borromeo di cui fu segretario particolare e primo biografo. La sua opera principale è Novaria seu De ecclesia novariensi del 1612.

## La vita

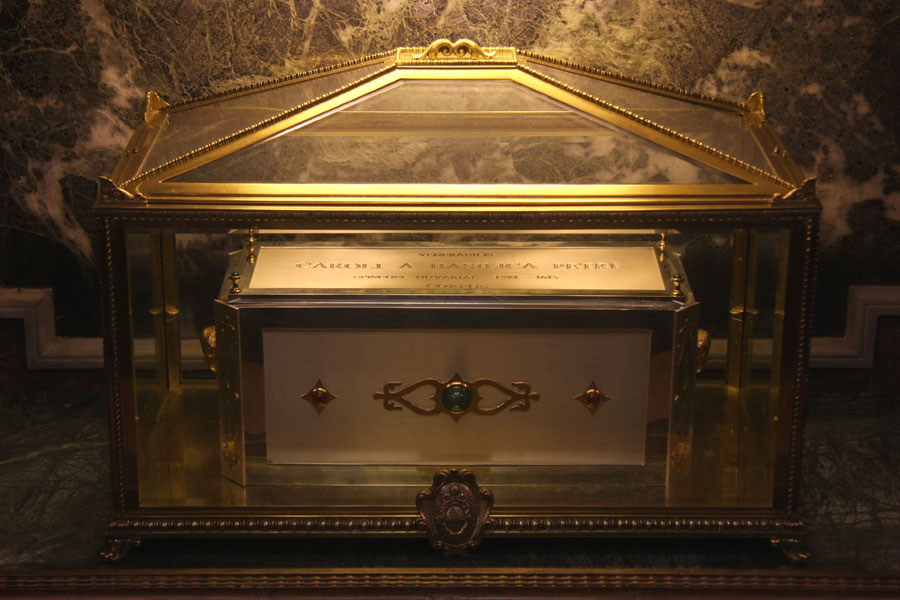
Le spoglie del Bascapè conservate nella chiesa di San Marco a Novara

Nacque a Melegnano (Milano) il 25 ottobre 1550 da una nobile famiglia, i Bascapè conti di Bascapè (il cui nome deve farsi risalire al latino  A Basilica Petri); dopo gli studi fu membro del Collegio dei giureconsulti. Divenne presto segretario di san Carlo Borromeo e da lui coinvolto nelle faccende più rilevanti della diocesi milanese. Nel 1580, a seguito di contrasti intervenuti con la corona spagnola, Bascapè fu inviato dal Borromeo a Madrid presso Filippo II, riuscendo a ristabilire buone relazioni.
Entrò in seguito nell'ordine dei barnabiti. Fu incaricato dal Borromeo della stesura in latino delle costituzioni della sua congregazione e di quella femminile delle angeliche; vi assunse poi ruoli di crescente rilevanza fino a diventarne superiore generale nel 1586, carica che gli venne successivamente rinnovata per due volte.
L'8 febbraio 1593 papa Clemente VIII lo nominò vescovo di Novara dove rimase 22 anni, sino alla sua morte avvenuta nel 1615. Forse il ruolo svolto presso la diocesi milanese al servizio del Borromeo, il rango nobiliare e la carica di generale dei Barnabiti potevano consentirgli di aspirare a cariche di maggior rilievo. La diocesi di Novara fu dunque un arresto imposto alla sua carriera.
A Novara seppe comunque esercitare un magistero di severo rinnovamento religioso, coerente con la spiritualità post tridentina di san Carlo, alla cui memoria ed alla cui dottrina fu sempre fedele. Istituì la congregazione degli Oblati di San Gaudenzio e fu promotore della canonizzazione di Carlo Borromeo, impegno che vide concludersi positivamente nel 1610.
Inizialmente sepolto nella chiesa di San Marco a Novara, nel 1801 le sue spoglie vennero traslate nel Duomo cittadino e nel 1963 fecero ritorno nella chiesa di San Marco e collocate sotto l'altare di San Carlo.
Dopo la sua morte s'iniziarono processi di beatificazione mai portati a termine; fu proclamato venerabile in riconoscimento dell'eroicità delle virtù al servizio di Dio.
Scrisse molte opere di carattere pastorale, giuridico e storico. L'archivio della diocesi di Novara conserva alcune delle sue principali opere e un'ampia raccolta delle sue lettere. Tra gli scritti più importanti citiamo:
- Scritti pastorali (1609);
- Vita di San Carlo Borromeo o De vita et rebus gestis Caroli S. Rom. Ecclesiae Cardinalis tit. S. Praxedis (Ingolstadt 1592),
- Novaria seu de Ecclesia Novariesi (1612), con traduzione italiana Novaria. Terre e vescovi della diocesi, a cura di Giancarlo Andenna e Dorino Tuniz (Interlinea, Novara 2015);
- Historia Ecclesiae Mediolanensis;
- De metropoli Mediolanensi (1612);
- Commentarii canonici (1615).

## L'impulso dato ai Sacri Monti
Carlo Bascapè si distinse per l'impegno profuso nei piani di edificazione del Sacro Monte di Varallo e di quello di Orta. Ne danno ampia testimonianza le sue Lettere episcopali.
Egli mise al servizio di tali imprese la sua capacità organizzativa ed il suo gusto artistico: seppe scegliere con successo gli artisti cui affidare le opere (in particolare Giovanni d'Enrico per le statue di Varallo e Cristoforo Prestinari per quelle di Orta) e dettò – forte delle sue conoscenze iconografiche – le istruzioni per gli apparati decorativi destinate ai fabbricieri ed agli artisti.
Emulo dei programmi a supporto della fede che San Carlo Borromeo affidava all'arte, Bascapè riteneva che i Sacri Monti potessero essere un importante baluardo della fede, capaci di trasmettere con efficacia - con il loro linguaggio teatrale - il messaggio della imitazione di Cristo e del rinnovamento della Chiesa.

## Memorie del venerabile Bascapè
Il barnabita Innocenzo Chiesa scrisse una biografia su Carlo Bascapè dal titolo Vita di Carlo Bascapè, barnabita e vescovo di Novara (1636).
In Novara, nel cortile dell'ospedale, un busto ed una lapide ricordano in questi termini la figura dell'antico vescovo.

 NOVARESI /CONTEMPLATE RIVERENTI /CARLO BASCAPÈ /CHE NATO IN MILANO /SORTÌ DA NATURA /A SPLENDERE QUAL ASTRO PURISSIMO /DI SAPIENZA E DI CARITÀ EVANGELICA /ELETTO VESCOVO DI NOVARA
OPEROSO INSTANCABILE /CON SANTO ZELO NE COMPIÉ GL'UFFICI /E PRIMO DONÒ DELLA DIOCESI LA STORIA
IN PRÒ DEI BISOGNOSI /ALLARGÒ LA BENEFICA MANO IN VITA /ED IN MORTE LEGAVA A QUESTO PIO RICOVERO /LA SOMMA DI DUE MILA DUCATI D'ORO /VENERATO E PIANTO DA TUTTI /NEL MDCXV COL SESSANTESIMOQUINTO ANNO /FU TOLTO AL SUO AMATISSIMO POPOLO /LASCIANDO ESEMPIO DI QUELLE RARE VIRTÙ /CHE FANNO IL PASTORE TERRENO /IMMAGINE DEL CELESTE. 

La conoscenza della figura del "venerabile" Bascapè ha di recente raggiunto un più ampio pubblico con la pubblicazione (1990) del romanzo storico La chimera di Sebastiano Vassalli, romanzo che si incentra sul processo e sul rogo di una ragazza accusata di stregoneria che ebbero luogo nella Novara dei tempi in cui la diocesi era retta da Carlo Bascapè.
La figura del vescovo viene efficacemente connotata dal romanzo attraverso l'evocazione del suo percorso di fede: dagli anni esaltanti della giovinezza accanto alla carismatica figura di Carlo Borromeo sino al suo "confino" presso la diocesi novarese, voluto come atto di rivalità politica dal Cardinal Ippolito Aldobrandini, divenuto poi Clemente VIII.
In questa "oscura provincia della provincia milanese" Bascapè, ferito nell'animo, continuò a combattere.

"Pensò che non era accaduto niente, che i suoi programmi restavano immutati: anziché cambiare il mondo partendo da Roma, lui lo avrebbe cambiato partendo da Novara e si buttò, come s'è detto, a corpo morto in quell'impresa che non saprei nemmeno definire: disperata?, folle?, di trasformare una diocesi di frontiera nel centro di rinascita spirituale di tutto il mondo cristiano."

Il romanzo di Vassalli ci restituisce l'immagine di una persona che progressivamente si fa sempre più delusa; una persona che si macera, nel corpo e nell'anima, nel ricordo di San Carlo e nel rimpianto per una illusione di rinnovamento ecclesiale, dogmaticamente concepita, che si rivela impossibile.
La descrizione finale - collocata nel contesto culturale dell'epoca - del "venerabile" ormai ammalato è fortemente evocativa:

"Mentre passava, uno specchio gli restituì l'immagine di un uomo, anzi di un vescovo, che sembrava tolta da una tela del Cerano, o di Tanzio da Varallo: un viso grigio, profondamente incavato, con tutti i tratti del teschio già visibili sotto la pelle tirata; una barba rada; la mano che reggeva la lanterna, una fascina d'ossa; una gran veste bianca, piena d'ombre; un fantasma che attraversava le tenebre del mondo come s'attraversa per l'appunto un'anticamera..."

Anche il processo per stregoneria ad Antonia, la giovane protagonista del romanzo, finisce per essere oggetto di contesa politica tra la giurisdizione del Santo Uffizio e quella della diocesi: al termine del romanzo il vescovo ormai stremato nelle sue forze deciderà, poco onorevolmente, di abbandonare la partita e di ripararsi dalla canicola estiva in uno dei santuari sui monti ove, lontano dagli intrighi di palazzo, ancora si avverte il senso del sacro.

## Genealogia episcopale
La genealogia episcopale è:
- Arcivescovo Filippo Archinto
- Papa Pio IV
- Cardinale Giovanni Antonio Serbelloni
- Cardinale Carlo Borromeo
- Cardinale Gabriele Paleotti
- Cardinale Ludovico de Torres
- Vescovo Carlo Bascapè, B.